# Jorge de Meneses
Jorge de Meneses (auch Menezes; * ca. 1498; † 1537 in Brasilien) war ein portugiesischer Seefahrer.

## Leben
Jorge de Meneses, vielleicht marranischer Abstammung, gilt als europäischer Entdecker Neuguineas. 1526 wurde er auf dem Weg von Malakka zu den Molukken zur neuguineischen Nordküste abgetrieben. Er nannte das Gebiet samt den darum liegenden Inselgruppen Ilhas dos Papuas. De Meneses überwinterte während der Monsunsaison auf den Schouten-Inseln und segelte auf der Weiterfahrt zu den Molukken der Küste des Vogelkops entlang.
Von 1527 bis 1530 amtierte de Meneses als portugiesischer Gouverneur der Molukken mit Sitz auf Ternate. Während dieser Zeit plünderte er das spanische Fort auf Tidore, vergiftete den Sultan von Ternate und verübte grausame Gewalttaten gegen die lokale Bevölkerung. In der Folge wurde er abberufen und als Gefangener nach Indien gebracht. Nachdem er nach Portugal zurückgekehrt war, wurde er nach Brasilien verbannt. Dort starb er 1537 im Kampf gegen indigene Einwohner.